# Хуссаин, Этзаз
Этзаз Хуссаин (норв. Etzaz Hussain; 27 января 1993, Осло, Норвегия) — норвежский футболист пакистанского происхождения, полузащитник клуба «Мольде».

## Клубная карьера
Хуссаин начал карьеру в английском «Манчестер Юнайтед», но из-за высокой конкуренции не смог дебютировать за основную команду. В 2011 году он вернулся на родину, в «Волеренга», но и там за три месяца не сыграл ни минуты. В том же году Этазаз подписал контракт с клубом «Фредрикстад». 25 апреля в матче против «Стабека» он дебютировал в Типпелиге. 16 октября в поединке против «Хёугесунна» Хуссаин забил свой первый гол за команду.
Летом 2012 года Этзаз перешёл в «Мольде». Сумма трансфера составила 400 тыс. евро. 4 августа в матче против «Согндаля» он дебютировал за новый клуб. 12 августа в поединке против «Олесунна» Хуссаин забил свой первый гол за «Мольде». С командой Этзаз дважды выиграл чемпионат и Кубок Норвегии.
В начале 2016 года Хуссаин перешёл в турецкий «Сивасспор», подписав контракт на 2,5 года. 16 января в матче против «Галатасарая» он дебютировал в турецкой Суперлиге. Летом того же года Этзаз присоединился к хорватскому «Рудешу». 29 октября в матче против «Солина» он дебютировал во Втором дивизионе Хорватии. В начале 2017 года Хуссаин вернулся в «Мольде». Летом того же года Этзаз на правах аренды перешёл в «Одд». 21 сентября в матче против «Тромсё» он дебютировал за новую команду. В этом же поединке Хуссаин забил свой первый гол за «Одд». После окончания аренды он вернулся в «Мольде».

## Достижения
Командные
 «Мольде»
- Чемпионат Норвегии по футболу (2) — 2012, 2014
- Обладатель Кубка Норвегии (2) — 2013, 2014